# 目覚めたら創話世界
「目覚めたら創話世界」（めざめたらそうわせかい）は、声優の清水愛が出したコミックマーケット78限定特別シングルである。品番はLZM-2029。

## 概要
ミニアルバム「Meteoroid」先行シングル。

## 収録曲
1. 目覚めたら創話世界 
  - 作詞・作曲：ふゆ
2. ショートストーリー「目覚めたら創話世界」
3. 目覚めたら創話世界 (off vocal)
4. ボーナストラック『清水愛のニコニコ愛Lan℃』特別企画「俳句」